# Erzbistum Antsiranana

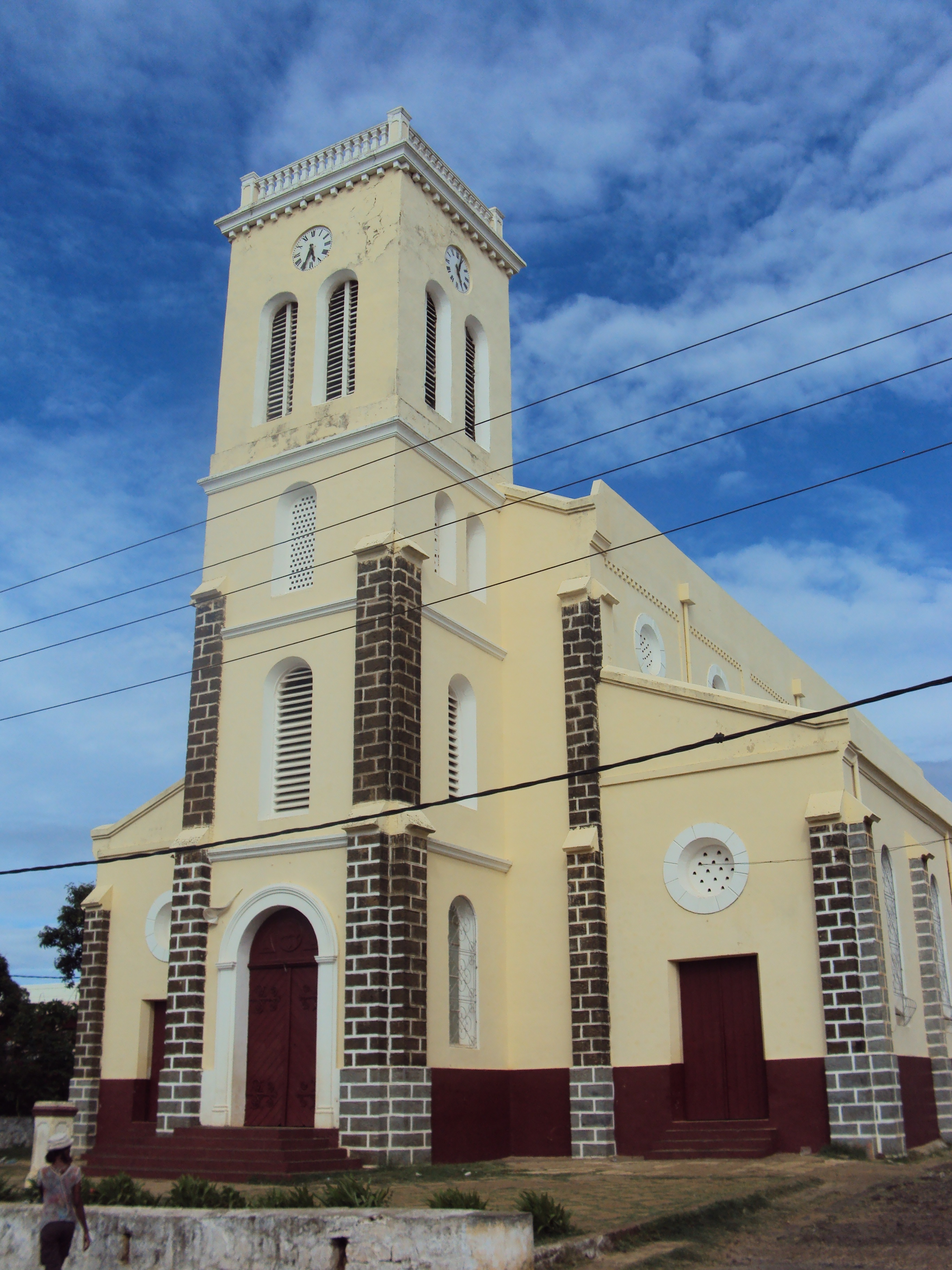
Kathedrale in Antsiranana

Das Erzbistum Antsiranana (lat.: Archidioecesis Antsirananensis) ist eine in Madagaskar gelegene römisch-katholische Erzdiözese mit Sitz in Antsiranana.

## Geschichte
Das Erzbistum Antsiranana wurde am 16. Januar 1896 durch Papst Leo XIII. aus Gebietsabtretungen des Apostolischen Vikariates Madagaskar als Apostolisches Vikariat Nord-Madagaskar errichtet. Das Apostolische Vikariat Nord-Madagaskar wurde am 20. Mai 1913 in Apostolisches Vikariat Diégo-Suarez umbenannt. Das Apostolische Vikariat Diégo-Suarez gab am 15. März 1923 Teile seines Territoriums zur Gründung des Apostolischen Vikariates Majunga ab.
Am 14. September 1955 wurde das Apostolische Vikariat Diégo-Suarez durch Papst Pius XII. mit der Apostolischen Konstitution Dum tantis zum Bistum erhoben und dem Erzbistum Tananarive als Suffraganbistum unterstellt. Das Bistum Diégo-Suarez wurde am 11. Dezember 1958 durch Papst Johannes XXIII. zum Erzbistum erhoben. Am 21. Mai 1959 gab das Erzbistum Diégo-Suarez Teile seines Territoriums zur Gründung des Bistums Ambatondrazaka ab. Das Erzbistum Diégo-Suarez wurde am 28. Oktober 1989 in  Erzbistum Antsiranana umbenannt. Am 30. Oktober 2000 gab das Erzbistum Antsiranana Teile seines Territoriums zur Gründung des Bistums Fenoarivo Atsinanana ab.

## Ordinarien

### Apostolische Vikare von Nord-Madagaskar
- François-Xavier Corbet CSSp, 1898–1913

### Apostolische Vikare von Diégo-Suarez
- François-Xavier Corbet CSSp, 1913–1914
- Auguste Julien Pierre Fortineau CSSp, 1914–1946
- Edmond-Marie-Jean Wolff CSSp, 1947–1955

### Bischöfe von Diégo-Suarez
- Edmond-Marie-Jean Wolff CSSp, 1955–1958

### Erzbischöfe von Diégo-Suarez
- Edmond-Marie-Jean Wolff CSSp, 1958–1967
- Albert Joseph Tsiahoana, 1967–1989

### Erzbischöfe von Antsiranana
- Albert Joseph Tsiahoana, 1989–1998
- Michel Malo IdP, 1998–2013
- Benjamin Marc Ramaroson CM, seit 2013